# NGC 1010
NGC 1010 је спирална галаксија у сазвежђу Кит која се налази на NGC листи објеката дубоког неба.
Деклинација објекта је - 11° 1' 31" а ректасцензија 2h 37m 34,8s. Привидна величина (магнитуда) објекта NGC 1010 износи 14,1 а фотографска магнитуда 14,8. NGC 1010 је још познат и под ознакама NGC 1006, MCG -2-7-44, IRAS 02351-1114, KUG 0235-112A, PGC 9949.